# RadSport (Magazin)
Radsport (Eigenschreibweise: RadSport) ist ein deutscher Fachtitel zum Thema Radsport.

## Hintergrund
Die Zeitschrift erscheint 21 mal im Jahr. Sie berichtet über nationale und internationale Radrennen unterschiedlicher Disziplinen (z. B. Mountainbike, Bahnradfahren und Rennradfahren).
Das RadSport Magazin ist offizieller Medienpartner des BDR (Bund Deutscher Radfahrer e.V.) und veröffentlicht Wettkampftermine und -ergebnisse sowie Sportlerportraits und Rennberichte.
Der RadSport erscheint im Verlag BVA BikeMedia GmbH mit Sitz in Ismaning bei München. Chefredakteurin ist Christina Kapp.